# Karl Burger (Fußballspieler)
Karl Burger (* 26. Dezember 1883 in Stuttgart; † 3. Oktober 1959 in Freudenstadt) war ein deutscher Fußballspieler.

## Sportliche Laufbahn

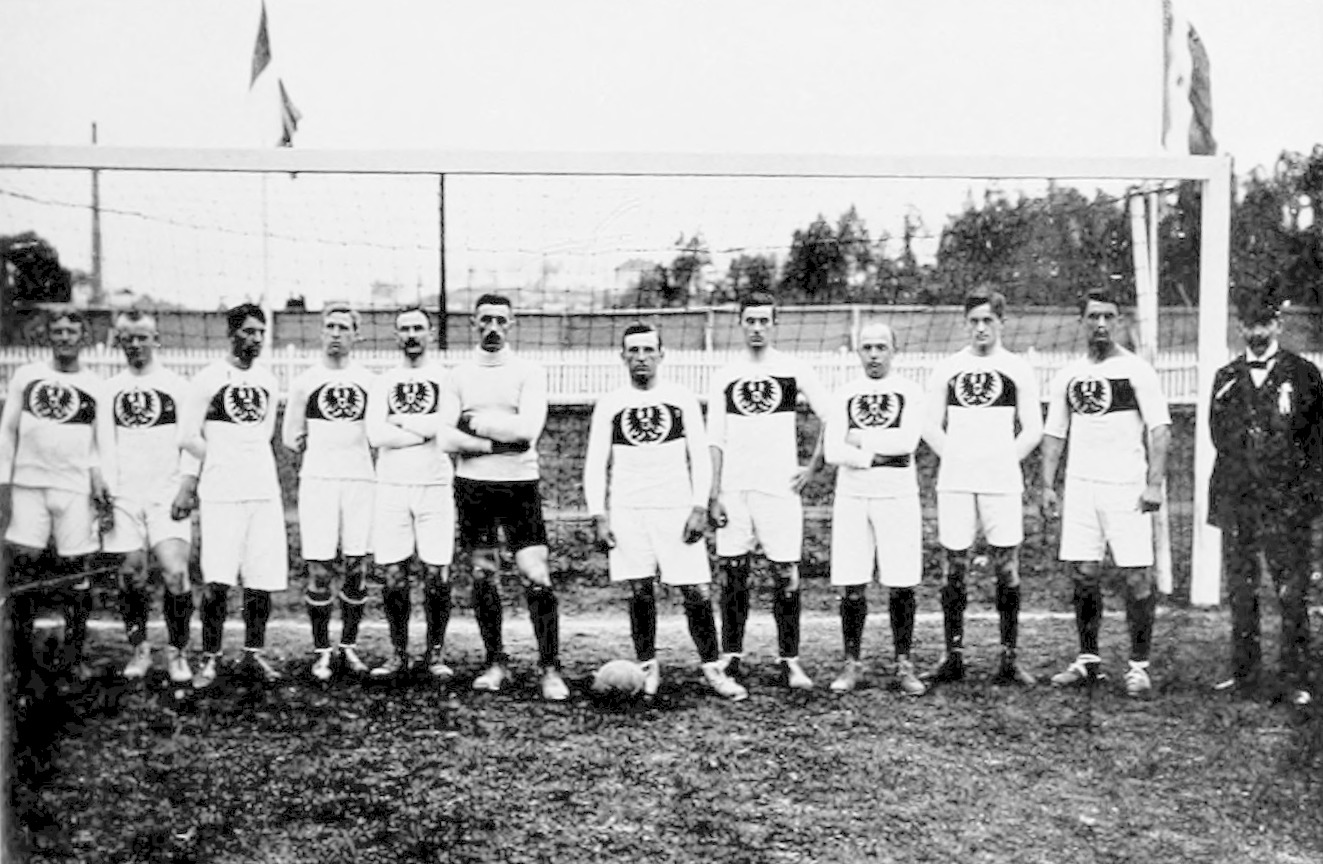
Karl Burger (links) mit der
deutschen Fußballnationalmannschaft am 1. Juli 1912

Burger begann seine fußballerische Karriere um 1896 bei den Sportfreunden Stuttgart. 1904 verließ er Stuttgart und wechselte zum TV 1847 Augsburg, für die er bis 1907 auf dem Platz stand. Mit dem Wechsel im März 1908 zur SpVgg Fürth gelang ihm der Durchbruch. Als linker Außenläufer erspielte er sich bei den Franken einen Stammplatz und wurde 1909 erstmals in die deutsche Nationalmannschaft berufen. Mit der süddeutschen Auswahlmannschaft gewann er 1910 und 1912 jeweils den Kronprinzenpokal, zwischen 1908 und 1918 spielte er insgesamt elfmal für die süddeutsche Auswahl in diesem Wettbewerb. Ab 1911 hatte er in der DFB-Elf einen Stammplatz inne und gehörte 1912 zum Kader bei den Olympischen Spielen in Stockholm. In seinem elften und zugleich letzten Länderspiel, dem 16:0-Sieg über Russland während des olympischen Turniers, gelang ihm sein einziges Tor im Nationaltrikot.
1914 wurde Burger mit Fürth erstmals süddeutscher Meister und anschließend durch einen 3:2-Erfolg über den VfB Leipzig auch deutscher Meister. Nach dem Ersten Weltkrieg kehrte er 1919 zu den Sportfreunden Stuttgart zurück. 1921 wechselte er nochmals erneut nach Augsburg, bevor er über den SC Breslau 08 (1923–1924) noch für ein Jahr beim Dresdner SC spielte und 1925 seine aktive Karriere beendete. In seinen letzten Spielzeiten übernahm Burger häufig defensivere Aufgaben und spielte zumeist als Verteidiger. Nach seiner aktiven Karriere war er unter anderem in Castrop, Dresden und Breslau als Trainer tätig. In der Saison 1930/31 arbeitete er in dieser Rolle beim Meidericher SV und stand mit dem Verein aus Duisburg im Achtelfinale der deutschen Meisterschaftsendrunde. Daran anschließend trainierte er zunächst für ein Jahr den FC Stuttgarter Kickers und war ab 1932 nochmals für seinen früheren Verein Sportfreunde Stuttgart tätig.

## Weiterer Werdegang
Nach seiner Zeit als Fußballer lebte Burger längere Zeit in Waibstadt im Rhein-Neckar-Kreis. Dort war er unter anderem von Mai 1945 bis August 1945 kommissarischer Bürgermeister der Stadt. Bis 1965 betrieb Karl Burger und später seine Erben ein Hotel und Kino in der Stadt.